# Aptana
Aptana StudioはEclipseベースのWebオーサリングツール。Community EditionはAptana Public License v1.0とGNU General Public Licenseのデュアルライセンスで公開されている自由ソフトウェアである。
公式ウェブサイトではEclipseにAptanaを同梱したバイナリを提供しているが、既存のEclipse本体にプラグインとして導入してもよい。
Aptanaの中核となるのはHTMLエディタであり、これに加えてJavaScript、CSSエディタとそのアウトライン機能を搭載する。エディタはWYSIWYGではないが、Internet ExplorerやMozilla Firefoxなどの各ブラウザのHTML、CSS仕様への対応状況に応じて詳細な情報を提供するので、互換性に配慮したWebページの作成が比較的容易である。拡張性は高く、プラグインを追加インストールすることでRuby on RailsやPHPでの開発であるとか、AIRプロジェクトの開発も可能となる。
当初は無償版のCommunity Editionと有償版のAptana Studio Proがあり、SFTP、FTPS接続のサポートやJSONエディタの搭載は後者のみの機能だったが、2009年、これらの機能は無償版でも使えるようになり、有償版は廃止された。
Aptana Inc.はAptana Cloudと称する有料Webホスティングサービスも提供している。

## 競合製品
- Adobe Dreamweaver
- Adobe GoLive
- Microsoft FrontPage
- ホームページビルダー